# Teen Choice Awards 2005
Die sechsten Teen Choice Awards wurden am 14. August 2005 in Los Angeles, unter der Moderation von Hilary Duff und Rob Schneider, in 51 Kategorien, vergeben.

## Choice Movie Actor: Drama
- The Notebook (2004) – Ryan Gosling (I) 
  - Aviator (2004) – Leonardo DiCaprio
  - Coach Carter (2005) – Samuel L. Jackson
  - Collateral (2004) – Tom Cruise
  - Wenn Träume fliegen lernen (2004) – Johnny Depp
  - Garden State (2004) – Zach Braff
  - Im Feuer (2004) – Joaquin Phoenix
  - Ray (2004/I) – Jamie Foxx

## Choice Movie Actor: Comedy
- Hitch – Der Date Doktor (2005/I) – Will Smith (I)
  - Anchorman – Die Legende von Ron Burgundy (2004) – Will Ferrell
  - Ein Mann für eine Saison (2005) – Jimmy Fallon
  - Guess Who – Meine Tochter kriegst du nicht! (2005) – Ashton Kutcher
  - Spiel ohne Regeln (2005) – Adam Sandler (I)
  - Meine Frau, ihre Schwiegereltern und ich (2004) – Ben Stiller
  - Napoleon Dynamite (2004) – Jon Heder (I)
  - Der Babynator (2005) – Vin Diesel

## Choice Movie Actor: Action/Adventure/Thriller
- House of Wax (2005) – Chad Michael Murray
  - Die Bourne Verschwörung (2004) – Matt Damon
  - Königreich der Himmel (2005) – Orlando Bloom
  - Lemony Snicket – Rätselhafte Ereignisse (2004) – Jim Carrey
  - Dogtown Boys (2005) – Heath Ledger
  - Mr. & Mrs. Smith (2005) – Brad Pitt
  - Sahara – Abenteuer in der Wüste (2005) – Matthew McConaughey
  - Star Wars: Episode III – Die Rache der Sith (2005) – Hayden Christensen

## Choice Movie Actress: Drama
- The Notebook (2004) – Rachel McAdams
  - Wenn Träume fliegen lernen (2004) – Kate Winslet
  - Garden State (2004) – Natalie Portman
  - In Good Company (2004) – Scarlett Johansson
  - Little Black Book (2004) – Brittany Murphy
  - Ray (2004/I) – Kerry Washington
  - Eine für 4 (2005) – Alexis Bledel
  - Eine für 4 (2005) – Amber Tamblyn

## Choice Movie Actress: Action/Adventure/Thriller
- Mr. & Mrs. Smith (2005) – Angelina Jolie
  - Elektra (2005) – Jennifer Garner (I)
  - Der Fluch – The Grudge (2004) – Sarah Michelle Gellar
  - House of Wax (2005) – Elisha Cuthbert
  - King Arthur (2004) – Keira Knightley
  - Sahara – Abenteuer in der Wüste (2005) – Penélope Cruz
  - Sin City (2005) – Jessica Alba
  - Star Wars: Episode III – Die Rache der Sith (2005) – Natalie Portman

## Choice Movie Actress: Comedy
- Miss Undercover 2 – Fabelhaft und bewaffnet (2005) – Sandra Bullock
  - Beauty Shop (2005) – Queen Latifah
  - Cinderella Story (2004) – Hilary Duff
  - Ein Mann für eine Saison (2005) – Drew Barrymore (I)
  - Herbie: Fully Loaded (2005) – Lindsay Lohan
  - Hitch – Der Date Doktor (2005/I) – Eva Mendes
  - So was wie Liebe (2005) – Amanda Peet (I)
  - Das Schwieger-Monster (2005) – Jennifer Lopez (I)

## Choice Movie Dance Scene
- Napoleon Dynamite (2004) – Jon Heder (I)
  - Be Cool (2005) – Seth Green
  - Guess Who (2005) – Ashton Kutcher; Bernie Mac
  - Hitch – Der Date Doktor (2005/I) – Will Smith (I); Kevin James (III)
  - Miss Undercover 2 – Fabelhaft und bewaffnet (2005) – Sandra Bullock; Regina King
  - Mr. & Mrs. Smith (2005) – Brad Pitt; Angelina Jolie
  - The Notebook (2004) – Rachel McAdams; Ryan Gosling (I)
  - Shall We Dance (2004) – Jennifer Lopez (I); Richard Gere

## Choice Movie Rockstar Moment
- So was wie Liebe (2005) – Ashton Kutcher
  - Be Cool (2005) – Dwayne Johnson (I)
  - Bridget Jones – Am Rande des Wahnsinns (2004) – Renée Zellweger
  - Guess Who (2005) – Bernie Mac
  - Harold & Kumar (2004) – John Cho; Kal Penn
  - Hitch – Der Date Doktor (2005/I) – Will Smith (I)
  - Napoleon Dynamite (2004) – Aaron Ruell
  - New York Taxi (2004/I) – Jimmy Fallon

## Choice Movie Breakout Performance – Male
- The Notebook (2004) – Ryan Gosling (I)
  - Garden State (2004) – Zach Braff
  - House of Wax (2005) – Jared Padalecki
  - Spiel ohne Regeln (2005) – Bob Sapp
  - Dogtown Boys (2005) – Emile Hirsch
  - Dogtown Boys (2005) – Victor Rasuk
  - Napoleon Dynamite (2004) – Jon Heder (I)
  - Eine für 4 (2005) – Michael Rady

## Choice Movie: Comedy
- Napoleon Dynamite (2004)
  - Are We There Yet? (2005)
  - Guess Who (2005)
  - Hitch – Der Date Doktor (2005/I)
  - Fußballfieber – Elfmeter für Daddy (2005)
  - Spiel ohne Regeln (2005)
  - Meine Frau, ihre Schwiegereltern und ich (2004)
  - Der Babynator (2005)

## Choice Movie Bad Guy
- Lemony Snicket – Rätselhafte Ereignisse (2004) – Jim Carrey
  - Collateral (2004) – Tom Cruise
  - Spiel ohne Regeln (2005) – James Cromwell (I)
  - Sin City (2005) – Elijah Wood
  - Spider-Man 2 (2004) – Alfred Molina (I)
  - Star Wars: Episode III – Die Rache der Sith (2005) – Hayden Christensen
  - Star Wars: Episode III – Die Rache der Sith (2005) – Ian McDiarmid
  - New York Taxi (2004/I) – Gisele Bündchen

## Choice Date Movie
- The Notebook (2004)
  - Cinderella Story (2004)
  - Ein Mann für eine Saison (2005)
  - Guess Who (2005)
  - Hitch – Der Date Doktor (2005/I)
  - So was wie Liebe (2005)
  - Das Schwieger-Monster (2005)
  - Mr. & Mrs. Smith (2005)

## Choice Movie: Drama
- The Notebook (2004)
  - Aviator (2004)
  - Coach Carter (2005)
  - Wenn Träume fliegen lernen (2004)
  - Friday Night Lights (2004)
  - Garden State (2004)
  - Im Feuer (2004)
  - Eine für 4 (2005)

## Choice Movie: Thriller
- House of Wax (2005)
  - Amityville Horror (2005)
  - Constantine (2005)
  - Der Fluch – The Grudge (2004)
  - Hide and Seek (2005)
  - The Ring 2 (2005)
  - Saw (2004)
  - The Village – Das Dorf (2004)

## Choice Summer Series
- Degrassi: The Next Generation (2001)
  - American Dad! (2005)
  - The Andy Milonakis Show (2005)
  - Beauty and the Geek (2005)
  - Big Brother (2000/II)
  - Brat Camp (2005)
  - Dancing with the Stars (2005/I)
  - Hell’s Kitchen (2005)
  - Laguna Beach: The Real Orange County (2004)
  - The Princes of Malibu (2005)
  - The Real World (1992)
  - Viva La Bam (2003)

## Choice Movie Love Scene
- The Notebook (2004) – Rachel McAdams; Ryan Gosling (I)
  - Cinderella Story (2004) – Chad Michael Murray; Hilary Duff
  - Ein Mann für eine Saison (2005) – Jimmy Fallon; Drew Barrymore (I)
  - Garden State (2004) – Zach Braff; Natalie Portman
  - Hitch – Der Date Doktor (2005/I) – Will Smith (I); Eva Mendes
  - Königreich der Himmel (2005) – Eva Green; Orlando Bloom
  - Napoleon Dynamite (2004) – Jon Heder (I); Tina Majorino
  - Eine für 4 (2005) – Alexis Bledel; Michael Rady

## Choice Movie Breakout Performance – Female
- Napoleon Dynamite (2004) – Haylie Duff
  - Coach Carter (2005) – Ashanti (II)
  - Guess Who (2005) – Zoë Saldaña
  - House of Wax (2005) – Paris Hilton
  - Eine für 4 (2005) – Jenna Boyd (I)
  - Eine für 4 (2005) – America Ferrera
  - Eine für 4 (2005) – Blake Lively
  - New York Taxi (2004/I) – Gisele Bündchen

## Choice Movie Rumble
- Mr. & Mrs. Smith (2005) – Brad Pitt; Angelina Jolie
  - Anchorman – Die Legende von Ron Burgundy (2004) – Will Ferrell
  - Guess Who (2005) – Ashton Kutcher; Bernie Mac
  - House of Wax (2005) – Elisha Cuthbert; Chad Michael Murray; Brian Van Holt
  - Spiel ohne Regeln (2005) – Steve Austin (IV); Bob Sapp
  - Dogtown Boys (2005)
  - Napoleon Dynamite (2004) – Jon Heder (I); Jon Gries
  - Star Wars: Episode III – Die Rache der Sith (2005) – Ewan McGregor

## Choice Movie Scream Scene
- House of Wax (2005) – Paris Hilton
  - Amityville Horror (2005) – Rachel Nichols (I)
  - Constantine (2005) – Rachel Weisz
  - Die Vergessenen (2004)
  - Der Fluch – The Grudge (2004) – Yuya Ozeki
  - Hide and Seek (2005) – Elisabeth Shue
  - The Ring 2 (2005) – Naomi Watts
  - Saw (2004) – Leigh Whannell

## Choice Movie Sleazebag
- Cinderella Story (2004) – Jennifer Coolidge
  - Be Cool (2005) – Vince Vaughn
  - Beauty Shop (2005) – Kevin Bacon
  - Fußballfieber – Elfmeter für Daddy (2005) – Will Ferrell
  - Spiel ohne Regeln (2005) – Brian Bosworth (I)
  - Dogtown Boys (2005) – Johnny Knoxville
  - Das Schwieger-Monster (2005) – Jane Fonda
  - Napoleon Dynamite (2004) – Jon Gries

## Choice Video Game
- Grand Theft Auto: San Andreas (2004)

## Choice Movie Hissy Fit
- Napoleon Dynamite (2004) – Jon Heder (I)
  - Beauty Shop (2005) – Queen Latifah
  - Ein Mann für eine Saison (2005) – Jimmy Fallon
  - Guess Who (2005) – Ashton Kutcher
  - Fußballfieber – Elfmeter für Daddy (2005) – Will Ferrell
  - Spiel ohne Regeln (2005) – Courteney Cox
  - Das Schwieger-Monster (2005) – Jane Fonda
  - Eine für 4 (2005) – America Ferrera

## Choice Movie: Action/Adventure
- Star Wars: Episode III – Die Rache der Sith (2005)
  - Die Bourne Verschwörung (2004)
  - Per Anhalter durch die Galaxis (2005)
  - Königreich der Himmel (2005)
  - Dogtown Boys (2005)
  - Mr. & Mrs. Smith (2005)
  - National Treasure (2004)
  - Sin City (2005)

## Choice Movie Chemistry
- The Notebook (2004) – Rachel McAdams; Ryan Gosling (I)
  - Cinderella Story (2004) – Hilary Duff; Chad Michael Murray
  - Ein Mann für eine Saison (2005) – Drew Barrymore (I); Jimmy Fallon
  - Guess Who (2005) – Ashton Kutcher; Bernie Mac
  - Spiel ohne Regeln (2005) – Adam Sandler (I); Chris Rock (I)
  - Das Schwieger-Monster (2005) – Jennifer Lopez (I); Jane Fonda
  - Mr. & Mrs. Smith (2005) – Brad Pitt; Angelina Jolie
  - Napoleon Dynamite (2004) – Jon Heder (I); Efren Ramirez

## Choice Summer Movie
- Die Hochzeits-Crasher (2005)
  - Die Bären sind los (2005)
  - Batman Begins (2005)
  - Verliebt in eine Hexe (2005)
  - Charlie und die Schokoladenfabrik (2005)
  - Dark Water (2005)
  - Fantastic Four (2005)
  - Herbie: Fully Loaded (2005)
  - Hustle & Flow (2005)
  - The Island (2005)
  - Land of the Dead (2005)
  - War of the Worlds (2005)

## Choice Crossover Artist
- Jesse McCartney
  - Ashanti (II)
  - Travis Barker
  - André Benjamin
  - Paris Hilton
  - Tyler Hilton (I)
  - Lindsay Lohan
  - Christina Milian

## Choice Comedian
- Adam Sandler (I)
  - Jim Carrey
  - Dave Chappelle
  - Will Ferrell
  - Tina Fey
  - Amy Poehler
  - Chris Rock (I)
  - Ben Stiller

## Choice Movie Liar
- Mr. & Mrs. Smith (2005) – Angelina Jolie
  - Garden State (2004) – Natalie Portman
  - Guess Who (2005) – Ashton Kutcher
  - Lemony Snicket – Rätselhafte Ereignisse (2004) – Jim Carrey
  - Meine Frau, ihre Schwiegereltern und ich (2004) – Ben Stiller
  - Das Schwieger-Monster (2005) – Jane Fonda
  - Mr. & Mrs. Smith (2005) – Brad Pitt
  - Napoleon Dynamite (2004) – Jon Heder (I)

## Choice Movie: Animated/Computer Generated
- Shrek 2 (2004)
  - Fat Albert (2004)
  - Die Unglaublichen – The Incredibles (2004)
  - Madagascar (2005)
  - Racing Stripes (2005)
  - Robots (2005)
  - Große Haie – Kleine Fische (2004)
  - Team America: World Police (2004)

## Choice Movie Blush Scene
- Cinderella Story (2004) – Hilary Duff
  - Bridget Jones – Am Rande des Wahnsinns (2004) – Renée Zellweger
  - Garden State (2004) – Zach Braff
  - Guess Who (2005) – Ashton Kutcher
  - Hitch – Der Date Doktor (2005/I) – Will Smith (I)
  - Spiel ohne Regeln (2005) – Adam Sandler (I)
  - Meine Frau, ihre Schwiegereltern und ich (2004) – Ben Stiller
  - Napoleon Dynamite (2004) – Jon Gries; Jon Heder (I)

## Choice Movie Liplock
- The Notebook (2004) – Rachel McAdams; Ryan Gosling (I)
  - Cinderella Story (2004) – Hilary Duff; Chad Michael Murray
  - Ein Mann für eine Saison (2005) – Drew Barrymore (I); Jimmy Fallon
  - Garden State (2004) – Natalie Portman; Zach Braff
  - Hitch – Der Date Doktor (2005/I) – Will Smith (I); Kevin James (III)
  - Königreich der Himmel (2005) – Eva Green; Orlando Bloom
  - Mr. & Mrs. Smith (2005) – Brad Pitt; Angelina Jolie
  - Sahara – Abenteuer in der Wüste (2005) – Penélope Cruz; Matthew McConaughey

## Choice V-Cast
- Desperate Housewives (2004)
  - 24 (2001)
  - Alias – Die Agentin (2001)
  - American Dad! (2005)
  - Arrested Development (2003)
  - Extreme Makeover (2002)
  - Lost (2004)
  - The Simple Life (2003)

## Choice Movie Scary Scene
- Amityville Horror (2005) – Ryan Reynolds (I)
  - Exorzist: Der Anfang (2004) – Stellan Skarsgård
  - Die Vergessenen (2004) – Julianne Moore (I)
  - Der Fluch – The Grudge (2004) – KaDee Strickland
  - The Ring 2 (2005)
  - Taking Lives (2004) – Angelina Jolie
  - The Village – Das Dorf (2004) – Bryce Dallas Howard
  - White Noise (2005) – Michael Keaton

## Choice Rap Artist in a Movie
- Spiel ohne Regeln (2005) – Nelly (III)
  - Assault on Precinct 13 (2005) – Ja Rule
  - Be Cool (2005) – André Benjamin
  - Beauty Shop (2005) – Queen Latifah
  - Crash (2004/I) – Ludacris
  - Per Anhalter durch die Galaxis (2005) – Mos Def
  - Mindhunters (2004) – LL Cool J
  - xXx: State of the Union (2005) – Ice Cube

## Choice TV Actor: Drama
- O.C., California (2003) – Adam Brody (I)
  - Eine himmlische Familie (1996) – Tyler Hoechlin
  - Everwood (2002) – Gregory Smith (I)
  - Lost (2004) – Matthew Fox
  - O.C., California (2003) – Benjamin McKenzie (I)
  - One Tree Hill (2003) – Chad Michael Murray
  - Smallville (2001) – Tom Welling
  - Summerland Beach (2004) – Jesse McCartney

## Choice TV Actor: Comedy
- Die wilden Siebziger (1998) – Ashton Kutcher
  - The Bernie Mac Show (2001) – Bernie Mac
  - Cuts (2005) – Marques Houston
  - Desperate Housewives (2004) – Jesse Metcalfe
  - Family Guy (1999) – Stewie Griffin
  - Joey (2004) – Matt LeBlanc
  - Malcolm mittendrin (2000) – Frankie Muniz
  - Scrubs – Die Anfänger (2001) – Zach Braff

## Choice TV Actress: Drama
- O.C., California (2003) – Rachel Bilson
  - Eine himmlische Familie (1996) – Beverley Mitchell
  - Alias – Die Agentin (2001) – Jennifer Garner (I)
  - Everwood (2002) – Emily VanCamp
  - Lost (2004) – Evangeline Lilly
  - O.C., California (2003) – Mischa Barton
  - One Tree Hill (2003) – Hilarie Burton
  - One Tree Hill (2003) – Sophia Bush

## Choice TV Actress: Comedy
- Gilmore Girls (2000) – Alexis Bledel
  - Desperate Housewives (2004) – Eva Longoria
  - Eve (2003) – Eve (II)
  - Reba (2001) – Joanna García (I)
  - Stacked (2005) – Pamela Anderson (I)
  - Die wilden Siebziger (1998) – Mila Kunis
  - Raven blickt durch (2003) – Raven (VII)
  - Hallo Holly (2002) – Amanda Bynes

## Choice TV Personality: Male
- Ashton Kutcher
  - Sean ‘P. Diddy’ Combs
  - Simon Cowell
  - Nick Lachey
  - Mark McGrath (I)
  - Ty Pennington
  - Ryan Seacrest
  - Xzibit

## Choice TV Reality/Variety Star – Male
- American Idol: The Search for a Superstar (2002) – Bo Bice
  - The Amazing Race (2001) – Rob Mariano
  - Britney & Kevin: Chaotic (2005) – Kevin Federline
  - Growing Up Gotti (2004) – Carmine Agnello Jr.; John Agnello; Frank Agnello
  - Laguna Beach: The Real Orange County (2004) – Stephen Colletti
  - Meet the Barkers (2005) – Travis Barker
  - Survivor (2000) – Tom Westman
  - Viva La Bam (2003) – Bam Margera

## Choice TV Show: Reality
- American Idol: The Search for a Superstar (2002)
  - America’s Next Top Model (2003)
  - The Ashlee Simpson Show (2004)
  - Britney & Kevin: Chaotic (2005)
  - Fear Factor (2001)
  - Growing Up Gotti (2004)
  - Punk’d (2003)
  - The Simple Life (2003)

## Choice TV Breakout Performance – Male
- Desperate Housewives (2004) – Jesse Metcalfe
  - Gilmore Girls (2000) – Matt Czuchry
  - Grey’s Anatomy (2005) – Justin Chambers
  - Dr. House (2004) – Jesse Spencer (I)
  - Lost (2004) – Jorge Garcia (I)
  - Lost (2004) – Josh Holloway
  - Lost (2004) – Ian Somerhalder
  - One Tree Hill (2003) – Tyler Hilton (I)

## Choice TV Personality: Female
- Jessica Simpson (I)
  - Paula Abdul
  - Tyra Banks
  - Missy ‘Misdemeanor’ Elliott
  - Paris Hilton
  - Nicole Richie
  - Ashlee Simpson
  - Britney Spears

## Choice TV Reality/Variety Star – Female
- American Idol: The Search for a Superstar (2002) – Carrie Underwood
  - The Amazing Race (2001) – Amber Brkich
  - America’s Next Top Model (2003) – Naima Mora
  - The Apprentice (2004) – Kendra Todd
  - Gastineau Girls (2005) – Brittny Gastineau
  - Growing Up Gotti (2004) – Victoria Gotti
  - Meet the Barkers (2005) – Shanna Moakler
  - Survivor (2000) – Stephenie LaGrossa

## Choice TV Show: Drama
- O.C., California (2003)
  - Eine himmlische Familie (1996)
  - Alias – Die Agentin (2001)
  - Everwood (2002)
  - Grey’s Anatomy (2005)
  - House M.D. (2004)
  - Lost (2004)
  - One Tree Hill (2003)

## Choice TV Breakout Performance – Female
- Desperate Housewives (2004) – Eva Longoria
  - Alias – Die Agentin (2001) – Mía Maestro
  - Grey’s Anatomy (2005) – Ellen Pompeo
  - Lost (2004) – Maggie Grace
  - Lost (2004) – Evangeline Lilly
  - Unfabulous (2004) – Emma Roberts (II)
  - Veronica Mars (2004) – Kristen Bell (I)
  - Zoey 101 (2005) – Jamie Lynn Spears

## Choice TV Sidekick
- Die wilden Siebziger (1998) – Wilmer Valderrama
  - Alias – Die Agentin (2001) – Kevin Weisman
  - Everwood (2002) – Chris Pratt (I)
  - Family Guy (1999) – Brian Griffin
  - Lost (2004) – Jorge Garcia (I)
  - Scrubs – Die Anfänger (2001) – Donald Faison
  - Smallville (2001) – Allison Mack
  - Will & Grace (1998) – Sean Hayes (I)

## Choice TV Parental Units
- Gilmore Girls (2000) – Lauren Graham (I)
  - Eine himmlische Familie (1996) – Stephen Collins (I); Catherine Hicks
  - Alias – Die Agentin (2001) – Victor Garber; Lena Olin; Ron Rifkin
  - Everwood (2002) – Treat Williams
  - O.C., California (2003) – Peter Gallagher (I); Kelly Rowan
  - One Tree Hill (2003) – Moira Kelly (I)
  - The Simpsons (1989)
  - Smallville (2001) – John Schneider (I); Annette O’Toole

## Choice TV Chemistry
- O.C., California (2003) – Rachel Bilson; Adam Brody (I)
  - Alias – Die Agentin (2001) – Jennifer Garner (I); Michael Vartan
  - Everwood (2002) – Emily VanCamp; Gregory Smith (I)
  - Family Guy (1999)
  - Gilmore Girls (2000) – Alexis Bledel; Matt Czuchry
  - Lost (2004) – Evangeline Lilly; Matthew Fox
  - O.C., California (2003) – Mischa Barton; Benjamin McKenzie (I)
  - One Tree Hill (2003) – Chad Michael Murray; James Lafferty (I)

## Choice TV Show: Comedy
- Gilmore Girls (2000)
  - Desperate Housewives (2004)
  - Family Guy (1999)
  - Scrubs – Die Anfänger (2001)
  - The Simpsons (1989)
  - Die wilden Siebziger (1998)
  - Raven blickt durch (2003)
  - Hallo Holly (2002)

## Choice TV Breakout Show
- Desperate Housewives (2004)
  - Beauty and the Geek (2005)
  - Entourage (2004)
  - Dr. House (2004)
  - Lost (2004)
  - Unfabulous (2004)
  - Veronica Mars (2004)
  - Zoey 101 (2005)